# Dipoena sinica
Dipoena sinica är en spindelart som beskrevs av Zhu 1992. Dipoena sinica ingår i släktet Dipoena och familjen klotspindlar. Inga underarter finns listade i Catalogue of Life.